# Pflegefachassistent
Pflegefachassistent (Abkürzung: PFA) ist ein Gesundheitsfachberuf. In Österreich wurde dieser mit der Novelle des Gesundheits- und Krankenpflegegesetzes (GuKG) 2016 eingeführt. Auch in Deutschland soll unter dieser Bezeichnung ein bundeseinheitliches Berufsbild in der Pflegeassistenz geschaffen werden.

## Berufsbild und Tätigkeiten

### Österreich
Pflegefachassistenten beherrschen das Aufgabengebiet der Pflegeassistenz (PA), verfügen jedoch über mehr Kompetenzen und nehmen zusätzliche Aufgaben wahr.
Sie erledigen unter anderem organisatorische Arbeiten und führen eigenverantwortlich Maßnahmen durch, die ihnen von diplomierten Gesundheits- und Krankenpflegern oder Ärzten im Rahmen der Diagnostik und Therapie übertragen wurden, wirken beim Pflegeassessment mit und beobachten den Gesundheitszustand ihrer Patienten. Außerdem leiten sie Auszubildende der Pflegeassistenz in der praktischen Arbeit an.
Ihre Qualifikation berechtigt Pflegefachassistenten dazu, standardisierte Untersuchungen wie z. B.EKG, EEG und Lungenfunktionstests durchzuführen, Harnblasenkatheter (bei Frauen) oder Magensonden zu legen bzw. zu entfernen, bestimmte Infusionen anzuschließen bzw. abzunehmen und elektrisch betriebene Bewegungsschienen (nach vorgegebener Einstellung) einzusetzen.
Bei Notfällen müssen sie unverzüglich den Arzt anfordern und bestimmte lebensrettende Sofortmaßnahmen durchführen. Dazu gehören z. B. Herzdruckmassage und Beatmung mit einfachen Beatmungshilfen, das Verabreichen von Sauerstoff sowie ggf. Defibrillation.

## Ausbildung

### Österreich
Seit September 2016 gibt es die zweijährige Ausbildung (Vollzeit) zur Pflegefachassistenz mit einem Umfang von insgesamt 3200 Stunden. Sie wird an Schulen für Gesundheits- und Krankenpflege absolviert. Zum Abschluss wird eine schriftliche Arbeit im Fachbereich verfasst. Nach mündlicher kommissioneller Prüfung wird das Diplom ausgehändigt, das zur Ausübung des Berufs berechtigt.
Angehörige der Pflegeassistenzberufe sind verpflichtet, innerhalb von jeweils fünf Jahren 40 Stunden Fortbildung zu absolvieren.

### Deutschland
In Deutschland gibt es in der Nachfolge der Beschlüsse der ASMK von 2012 zu den Anforderungsprofilen für Pflegefachpersonen zuarbeitenden Hilfskräften in einzelnen Bundesländern aktuell bereits landesrechtlich geregelte Ausbildungsgänge, teilweise bereits mit dieser Bezeichnung, z. B. in Nordrhein-Westfalen. Mit dem Pflegefachassistenzeinführungsgesetz sollen diese durch eine bundesweit einheitliche Ausbildung ab 2027 abgelöst werden:
Die Dauer der Ausbildung beträgt in Vollzeit 18 Monate und kann auch in Teilzeit absolviert werden; Personen mit Berufserfahrung können diese Zeit gegebenenfalls verkürzen. Vorausgesetzt wird ein Hauptschulabschluss, doch kann die Pflegeschule die Zulassung auch ohne Schulabschluss ermöglichen, wenn sie Potenzial für einen erfolgreichen Ausbildungsabschluss erkennt.
Zur Ausbildung gehören Pflichteinsätze in der stationären und ambulanten Langzeitpflege sowie in der stationären Akutpflege. Der erfolgreiche Abschluss der Ausbildung führt zu den Berufsbezeichnungen Pflegefachassistentin, Pflegefachassistent oder Pflegefachassistenzperson. Anschließend kann eine verkürzte Qualifizierung zur Pflegefachperson aufgenommen werden. Während der Ausbildung besteht ein Anspruch auf eine angemessene Vergütung.

## Rechtliche Grundlagen

### Österreich
- §§ 83 und 83a Gesundheits- und Krankenpflegegesetz (GuKG) 2016
- Verordnung der Bundesministerin für Gesundheit und Frauen über Ausbildung und Qualifikationsprofile der Pflegeassistenzberufe (Pflegeassistenzberufe-Ausbildungsverordnung – PA-PFA-AV) StF: BGBl. II Nr. 301/2016[6]
  - Anlage 2: Ausbildung Pflegefachassistenz[7]
  - Anlage 5: Qualifikationsprofil Pflegefachassistenz[8]
- §§ 83 und 83a Gesundheits- und Krankenpflegegesetz (GuKG) 2016